# Diane et Callisto

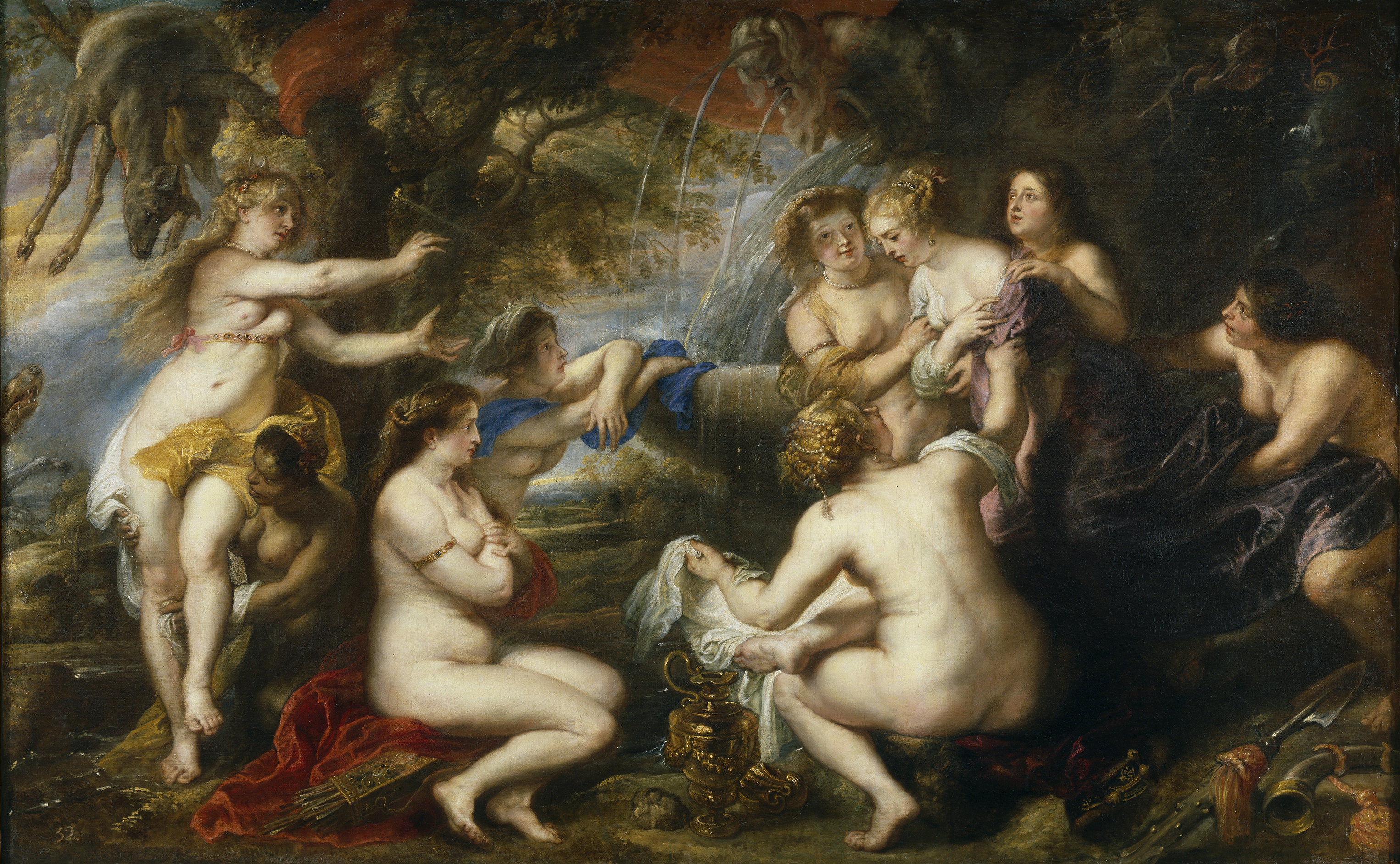
Diane et Callisto par Pierre Paul Rubens, 1638.

Diane et Callisto est le nom conventionnel d'un épisode de la mythologie grecque largement utilisé comme thème artistique dans la peinture de la Renaissance, du maniérisme et du baroque, entre autres, par Titien et Rubens, principalement en raison du fait qu'il a permis aux peintres de montrer des nus, des paysages et toutes sortes d'attitudes. Il est également présent dans la sculpture.
Callisto était une suivante de la déesse de la chasse Diane (assimilée à la déesse grecque Artémis dont elle a récupéré les légendes) et était sa préférée. Elle avait juré à la déesse de rester toujours vierge. Jupiter (Zeus dans la mythologie grecque) tomba amoureux de Callisto et réussit à s'unir à elle. 
Dans la version transformée par Ovide, il prend l'aspect de Diane, ce qui sous-entend que les liens qui unissaient la déesse de la chasse et ses compagnes étaient saphiques. Quelques mois plus tard alors que Diane et ses suivantes prenaient leur bain, la déesse s'aperçut de la grossesse de Callisto ; interrogée à ce sujet, cette dernière répondit naïvement qu'elle n'en savait rien et que c'était Diane seule qui l'avait approchée. 
Les œuvres d'art représentent généralement, soit le flirt entre Diane (Jupiter) et Callisto, ou la scène du bain où Diane et ses nymphes découvrent la grossesse de Callisto.

## Tableaux
- Diane et Callisto par Palma le Vieux (1480-1528), au musée d'histoire de l'art de Vienne.
- Diane et Callisto par Titien (vers 1488-1576), à la National Gallery de Londres et une seconde version au musée d'histoire de l'art de Vienne.
- Diane et Callisto par Dosso Dossi (1489-1542), à la Galerie Borghèse de Rome.
- Diane et Callisto par Andrea Schiavone (vers 1510-1563) au Musée de Picardie à Amiens.
- Diane et Callisto par Gillis Congnet (1542-1599) au Musée des Beaux-Arts de Budapest.
- Diane découvrant la grossesse de Callisto, par Paul Bril (1554-1626), au musée du Louvre de Paris.
- Diane et Callisto par Paul Bril (1554-1626), à la National Gallery de Londres.
- Diane et Callisto par Antonio Tempesta (1555-1630), gravure.
- Diane découvrant la grossesse de Callisto par Antonio Tempesta (1555-1630), gravure.
- Diane et Callisto (1599) par Hendrik Goltzius (1558-1617), au Bonnefantenmuseum à Maastricht
- Paysage avec Diane et Callisto par Anton Mirou (vers 1570-après 1621) au musée de l'Ermitage à Saint-Pétersbourg.
- Diane et Callisto par Pietro Paolo Bonzi (1576-1636), au musée Magnin de Dijon.
- Diane et Callisto par Pierre Paul Rubens (1577-1640), au musée du Prado de Madrid.
- Diane et Callisto par Friedrich Brentel (1580-1651).
- Diane et Callisto par Adriaen van Stalbemt (1580-1662).
- Jupiter, sous les traits de Diane, séduit Callisto par Gerrit van Honthorst (1590-1656).
- Diane et Callisto par Cornelis van Poelenburgh (1594/1595-1667), au musée de l’Ermitage à Saint-Pétersbourg.
- Diane et Callisto, huile sur bois, 23 x 30, Daniel Vertangen (1601-1683), musée Jeanne-d'Aboville de La Fère.
- Diane et Callisto par Pietro Liberi (1605-1687), au musée de l’Ermitage à Saint-Pétersbourg.
- Diane et Callisto par Dirck van der Lisse (1607-1669), au Musée de l'Ermitage à Saint-Pétersbourg.
- Diane et Callisto par Volterrano (1611-1689).
- Diane et Callisto par Eustache Le Sueur (1617-1655), au musée Magnin de Dijon.
- Diane et Callisto par Federico Cervelli (1625-1700), au musée national de Varsovie.
- Diane et Callisto par Luca Giordano (1634-1705) au Château de Fontainebleau.
- Jupiter et Callisto (1636-1712), au musée Magnin de Dijon[2]
- Diane et Callisto par Sebastiano Ricci (1659-1734), à la Gallerie dell'Accademia de Venise[3]
- Jupiter et Callisto par Jacopo Amigoni (1682-1752) au musée de l’Ermitage à Saint-Pétersbourg.
- Diane et Callisto par François Lemoyne (1688-1737) au Musée d'Art du comté de Los Angeles.
- Jupiter et Callisto (1744) par François Boucher (1703-1770), au musée des beaux-arts Pouchkine de Moscou.
- La Nymphe Callisto, séduite par Jupiter sous les traits de Diane (1759) par François Boucher (1703-1770) au Musée d'art Nelson-Atkins à Kansas City (Missouri).
- Diane et Callisto par Noël Hallé (1711-1781), au château de Versailles.
- Diane et Callisto par Giambattista Tiepolo (1720-1722) à la Gallerie dell'Accademia de Venise.
- Diane et Callisto par Nicolas-René Jollain (1732-1804), collection privée.
- Diane et Callisto par Gaetano Gandolfi (1734-1802), collection privée.
- Diane découvrant la grossesse de Callisto par Angelica Kauffmann (1741-1807) au Musée des Beaux-Arts de Tours.
- Diane et Callisto par Jean Simon Berthélemy (1743-1811), collection privée.
- Diane et Callisto par Thomas Burke (1749-1815), au musée des beaux-arts Pouchkine de Moscou.
- Diane et Callisto par Giuseppe Bossi (1777-1815), à la pinacothèque de Brera de Milan.
- Diane et Callisto par Merry-Joseph Blondel (1781-1853), galerie de Diane au château de Fontainebleau.

## Sculpture
- Diane et Callisto par Gaspero Bruschi (1737-1778), conservé au musée Stibbert.
- Diane et Callisto par Ignaz Elhafen (1658-1715), au musée d'art du comté de Los Angeles.

## Divers
- Diane et Callisto, plaque octogonale par Guglielmo Della Porta (1515-1577).
- Diane et Callisto visées par l'Amour, coupe ovale par Bernard Palissy (1510-1590).

"
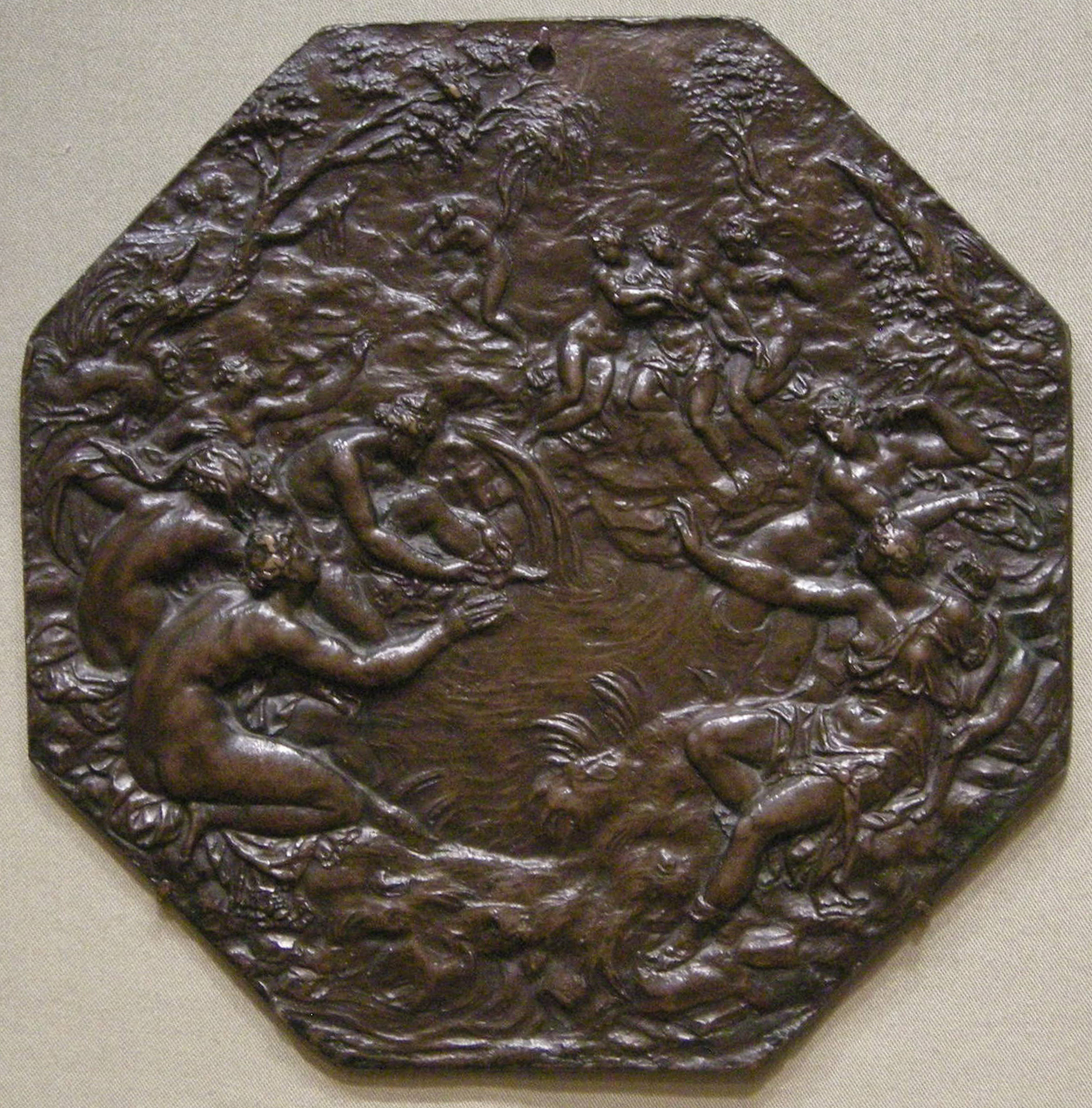
Diane et Callisto par Guglielmo Della Porta, 1555.
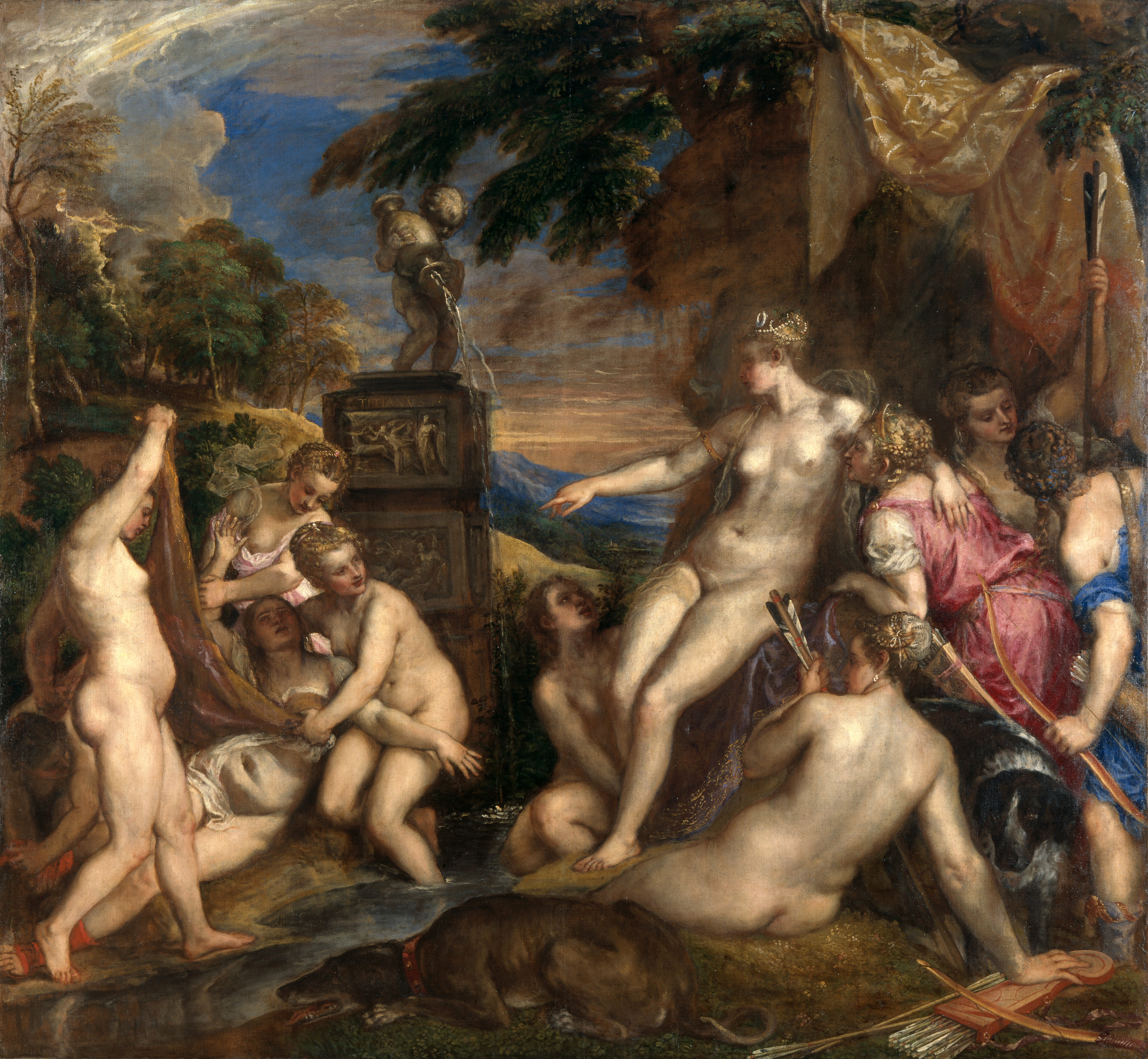
Diane et Callisto par Titien, 1559.
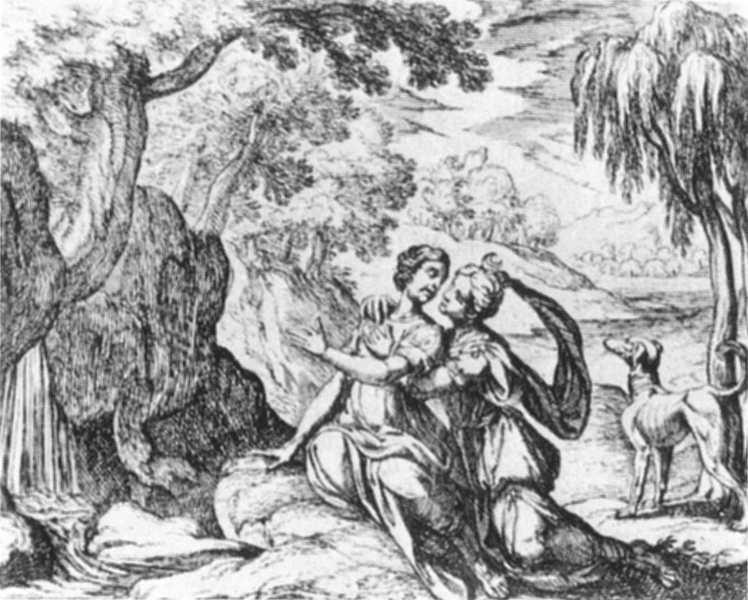
Zeus, sous les traits de Diane, et Callisto par Antonio Tempesta, 1606.
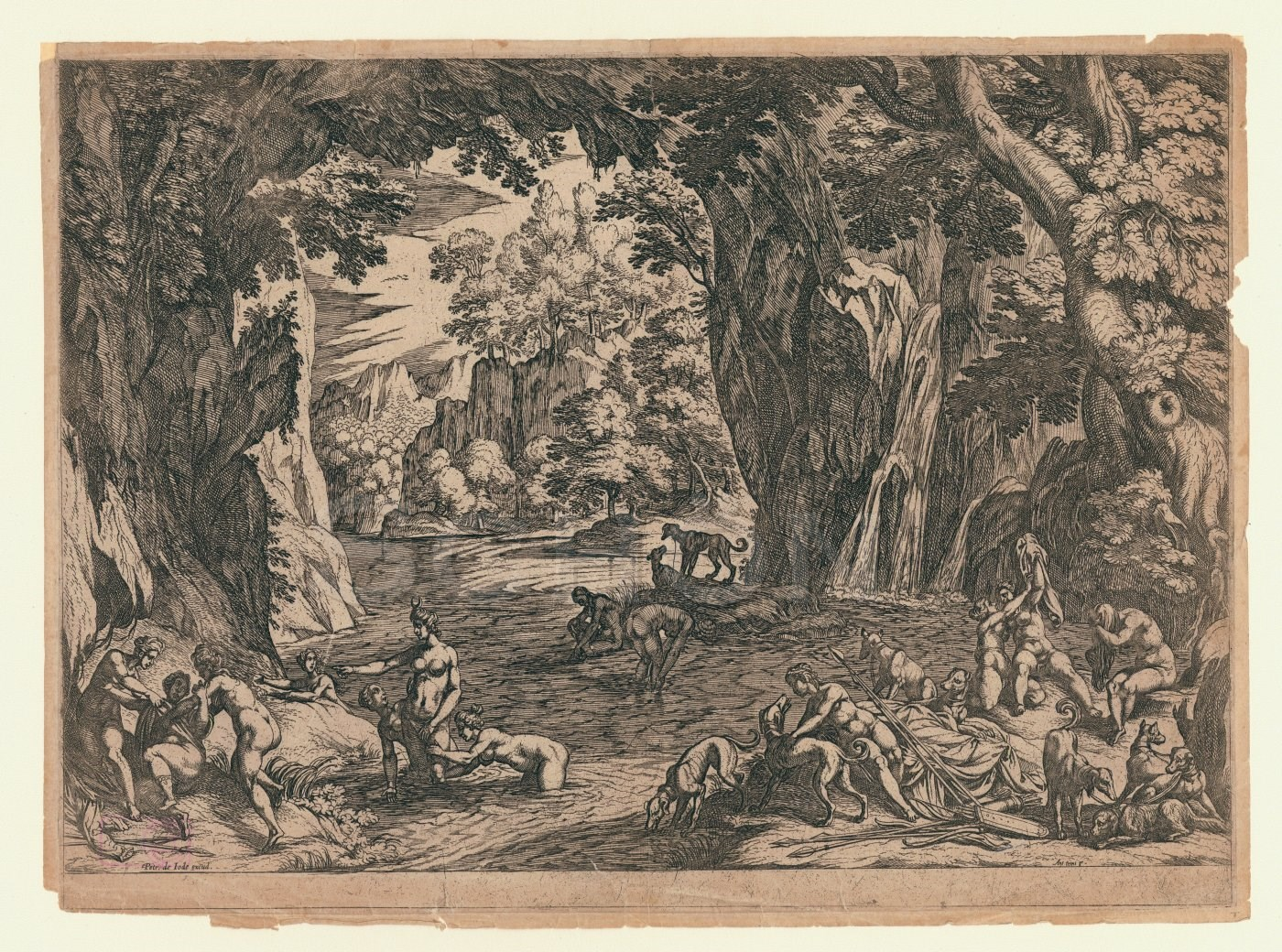
Antonio Tempesta - Diane découvrant la grossesse de Callisto
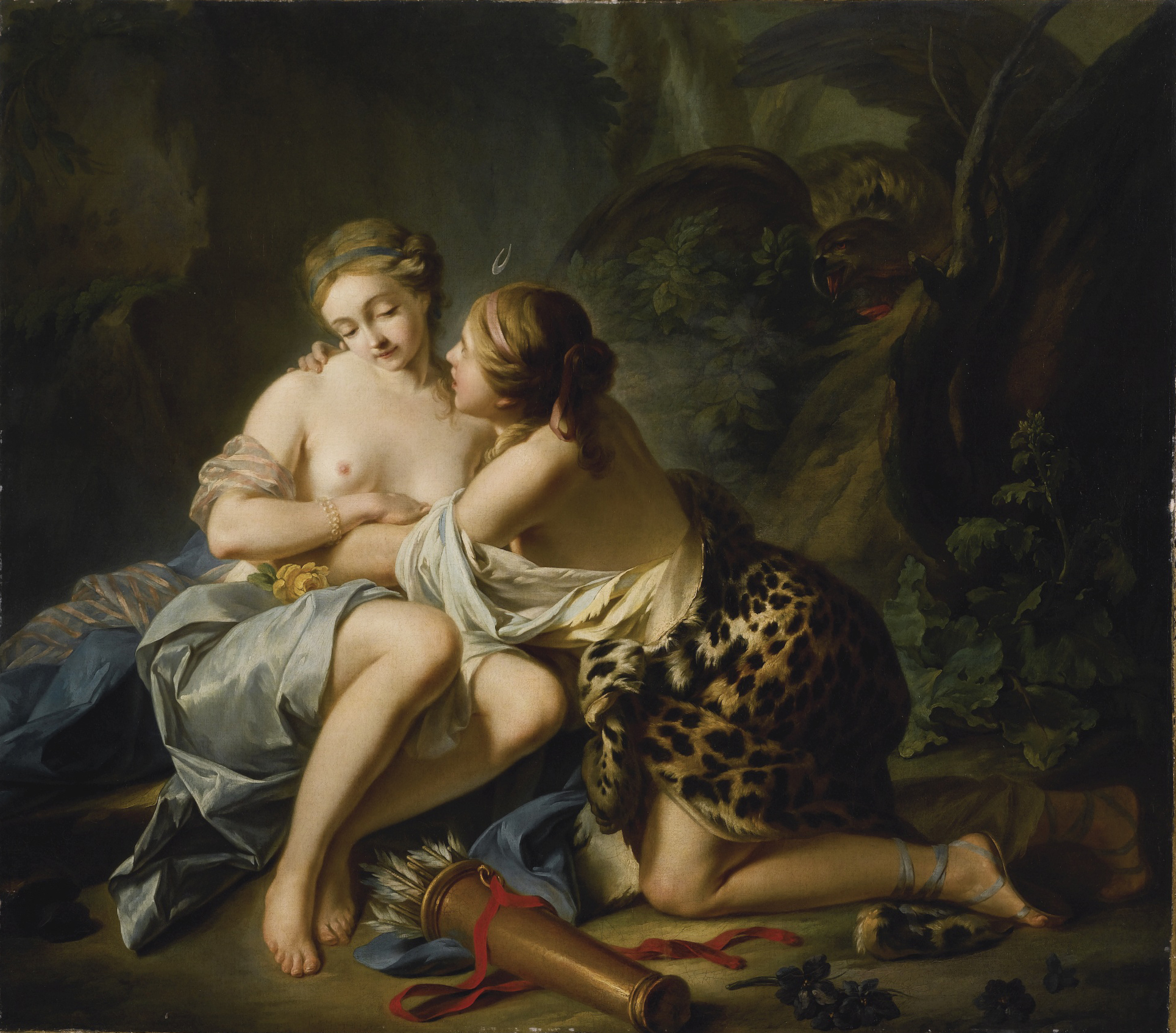
Diane et Callisto par Jean Simon Berthélemy, XVIIe
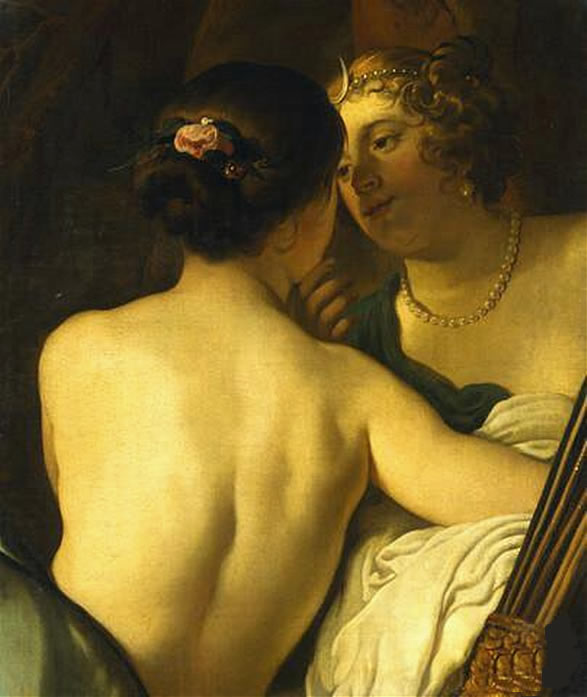
Diane et Callisto par Gerrit van Honthorst, XVIIe
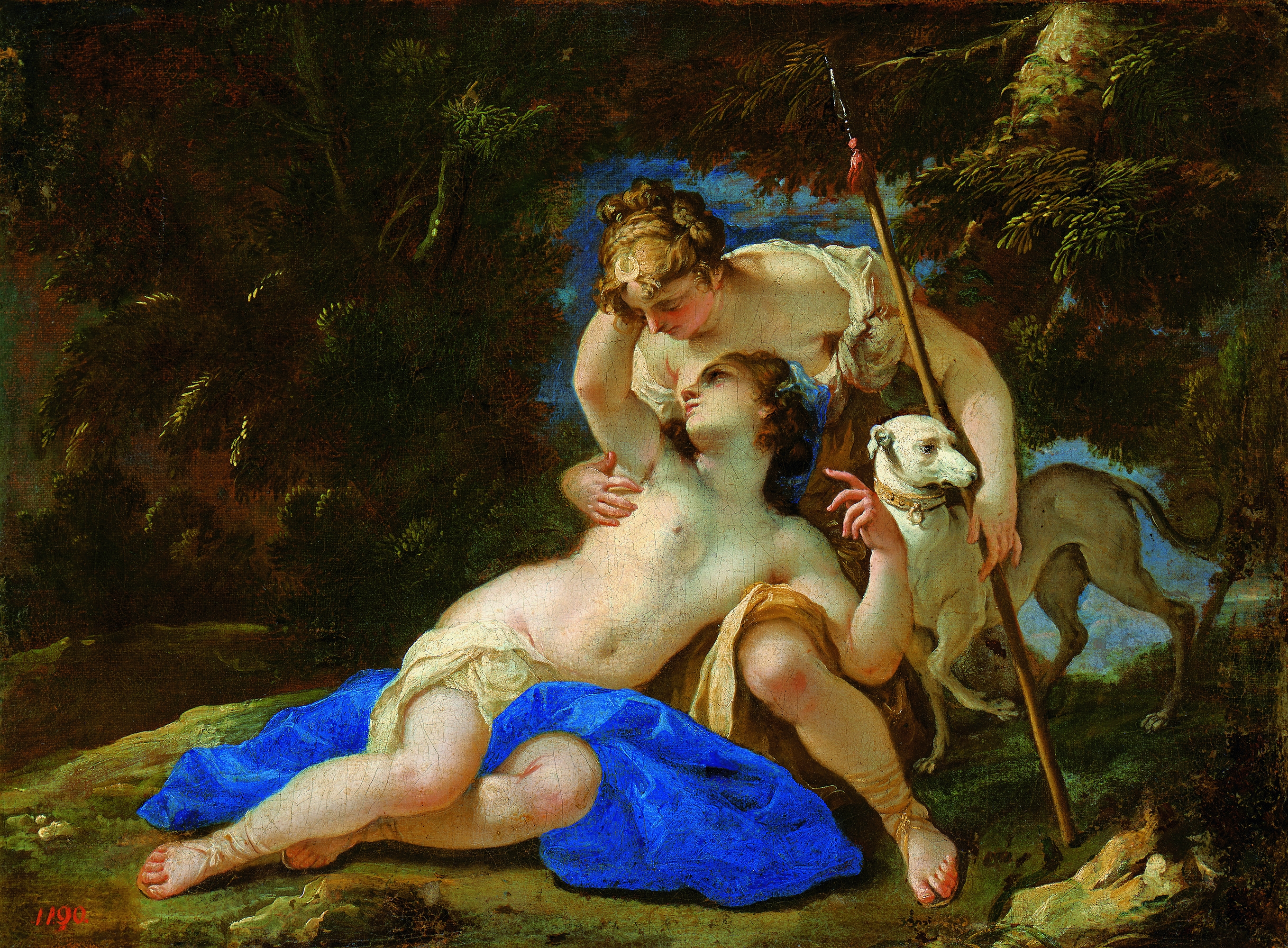
Diane et Callisto par Federico Cervelli, 1670.
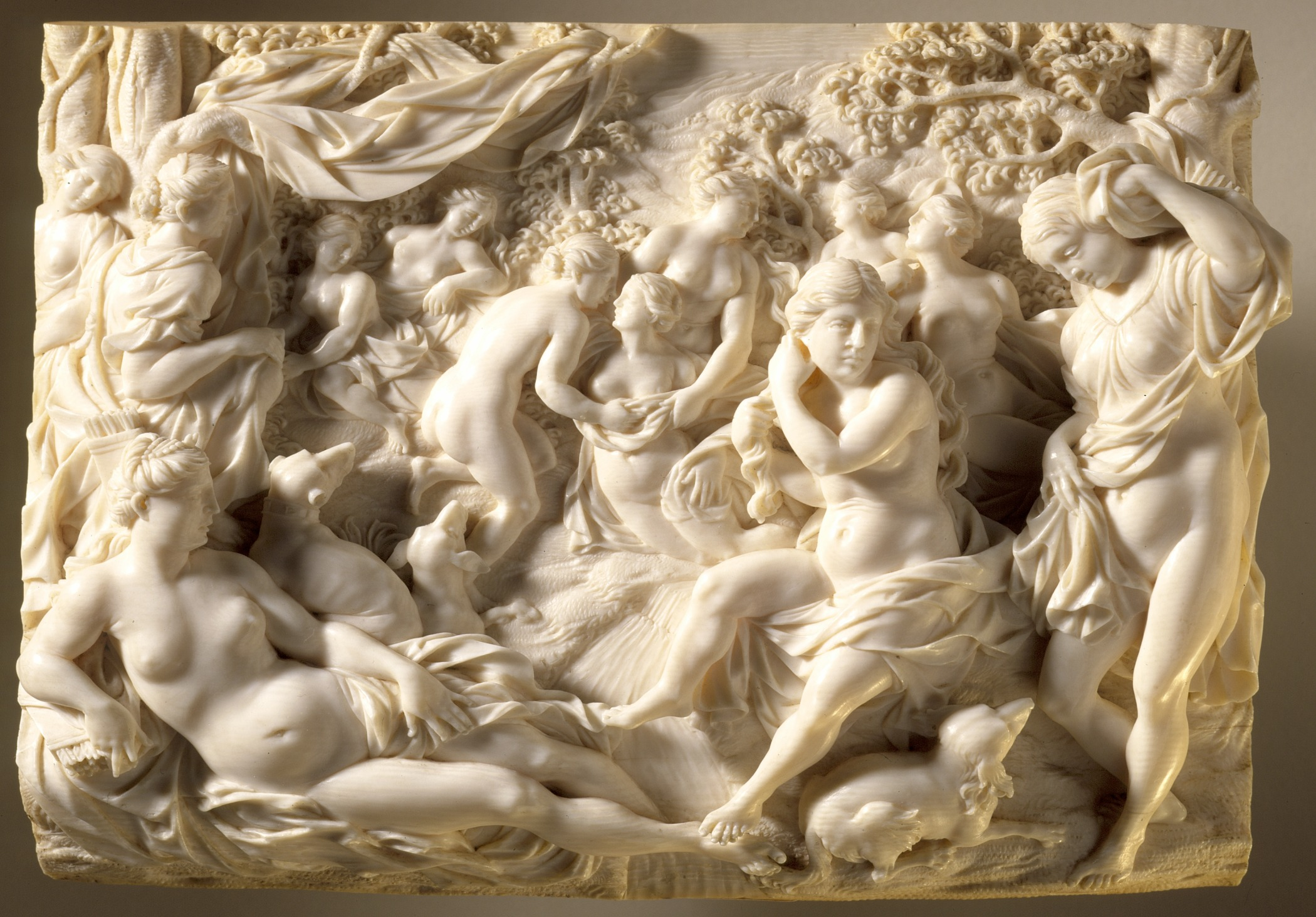
Diane et Callisto par Ignaz Elhafen, 1695
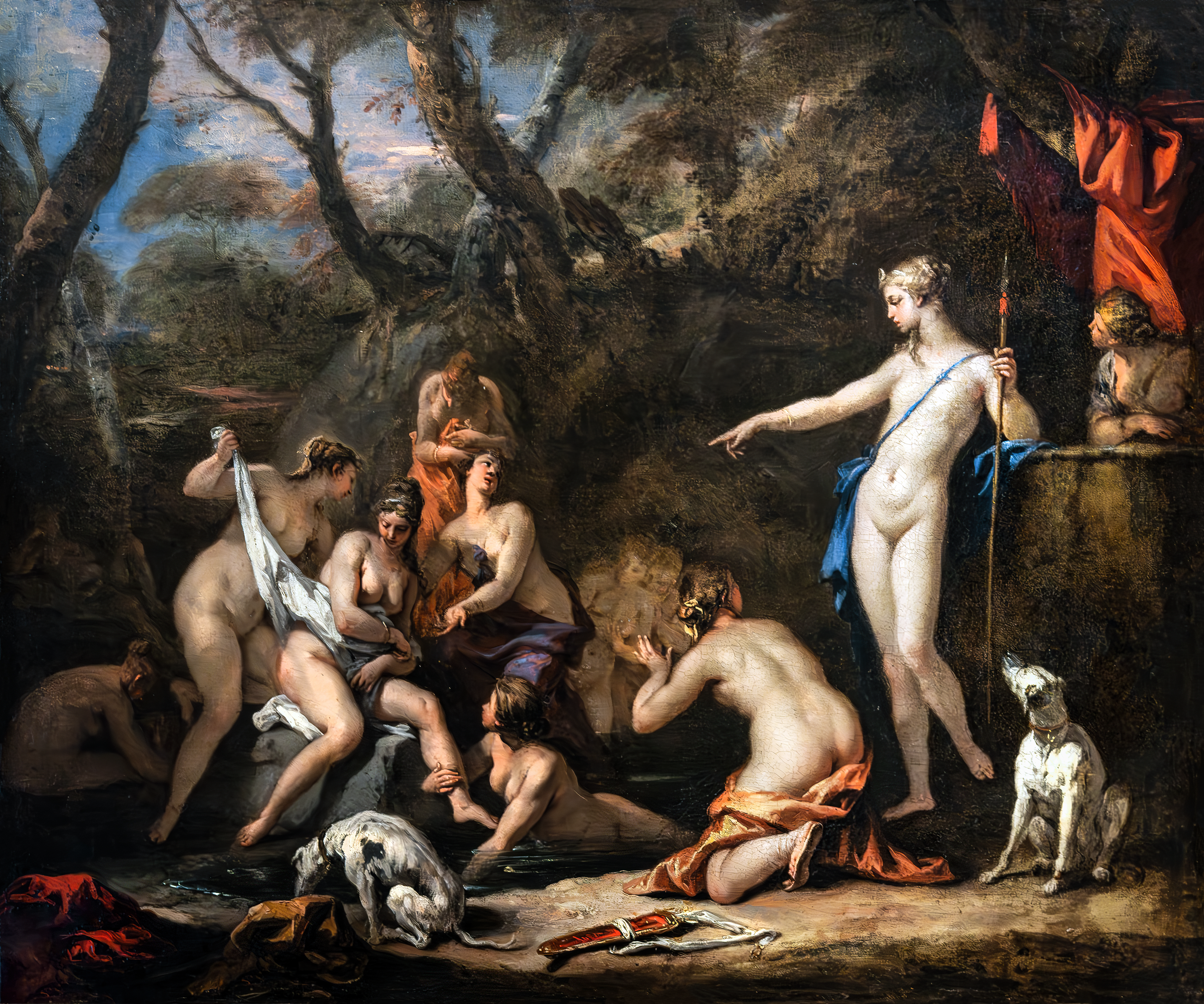
Diane et Callisto, 1712-1716 Sebastiano Ricci Gallerie dell'Accademia de Venise
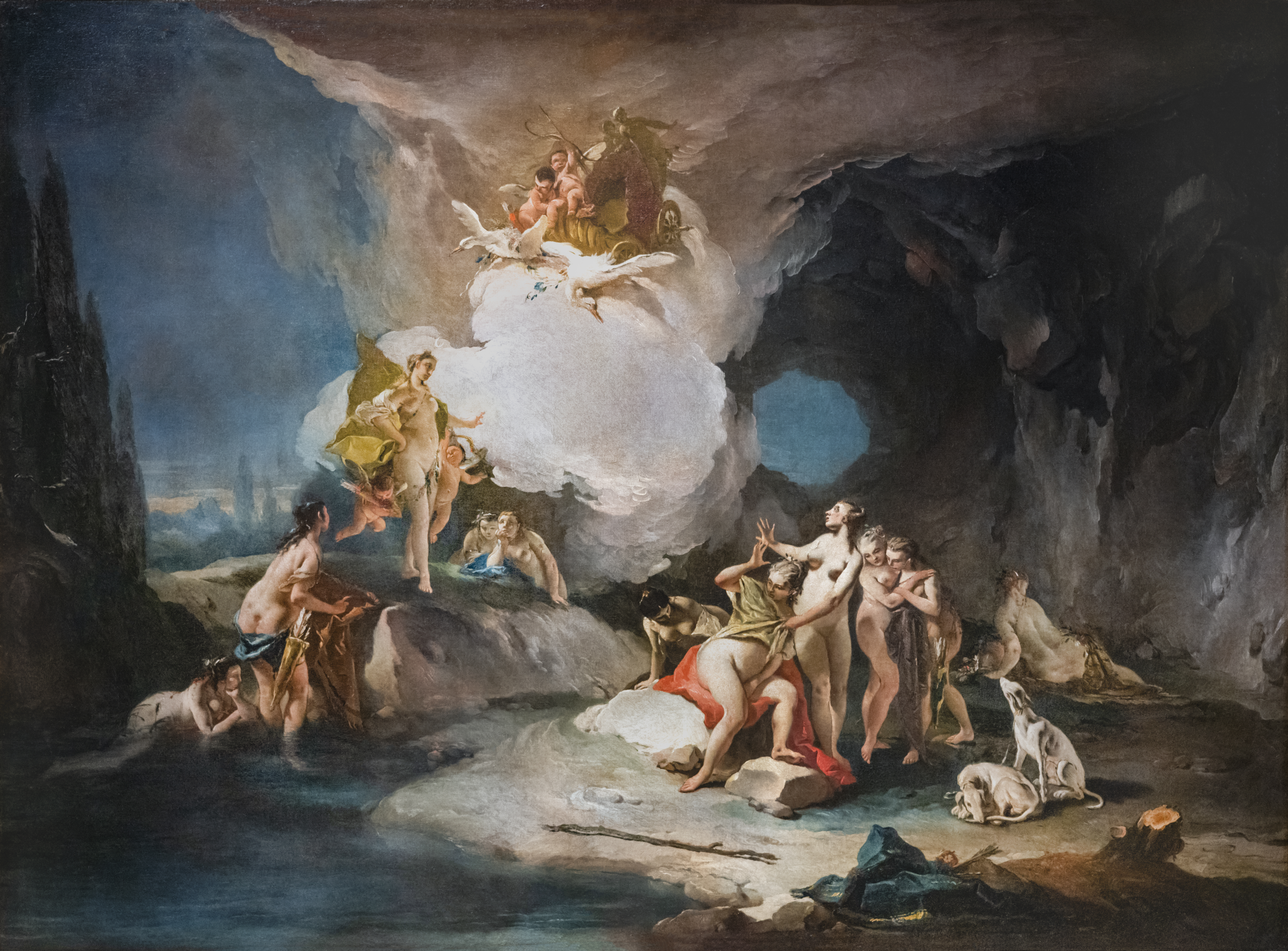
Diane et Callisto, 1720-1722 Giambattista Tiepolo Gallerie dell'Accademia de Venise
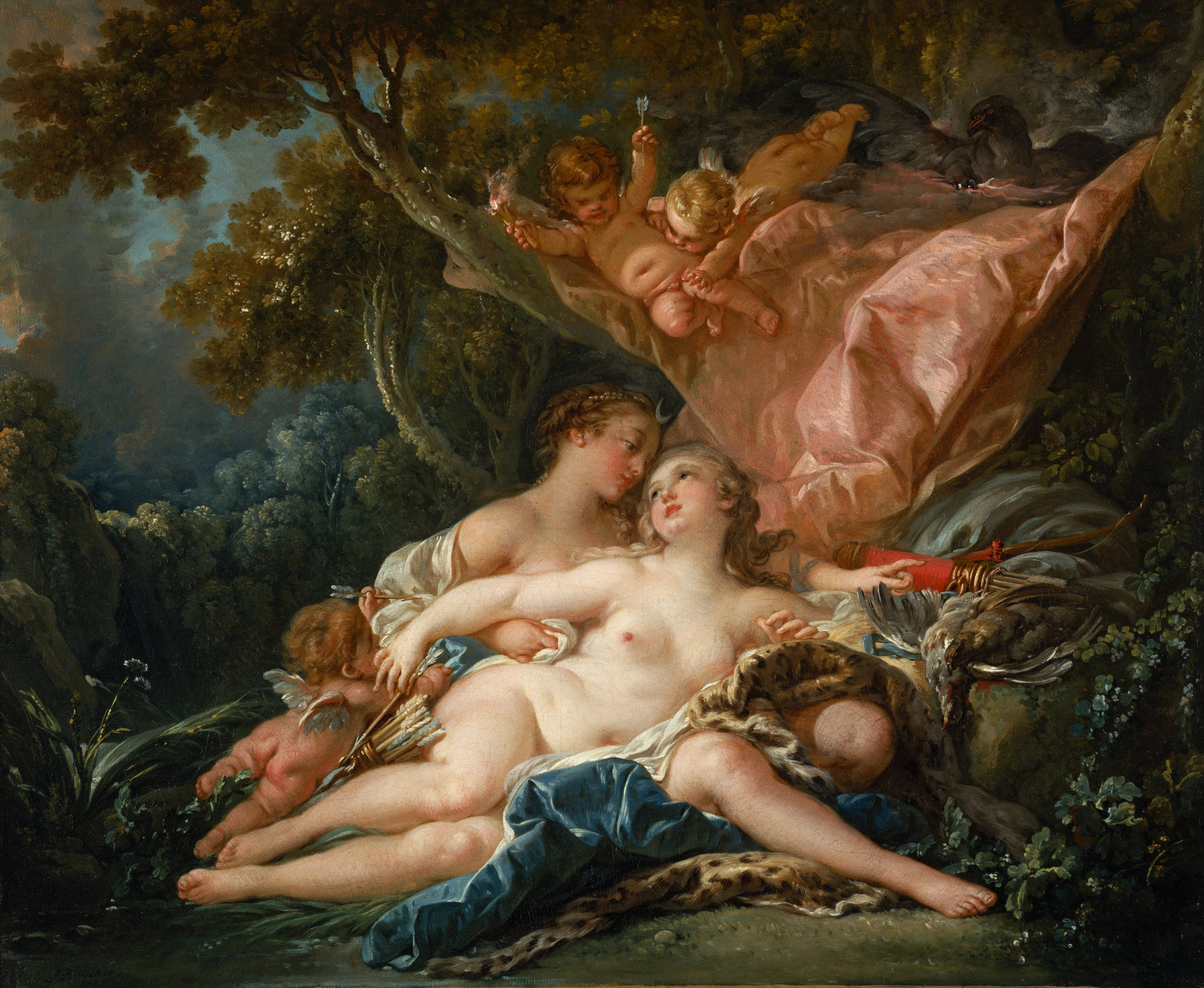
Diane et Callisto par François Boucher, 1759
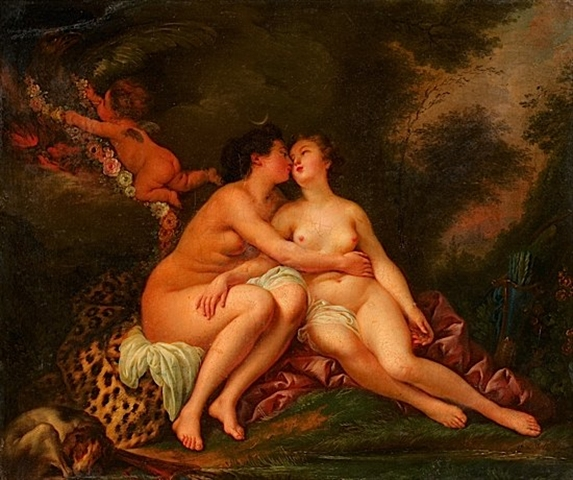
Diane et Callisto par Nicolas-René Jollain, 1770.
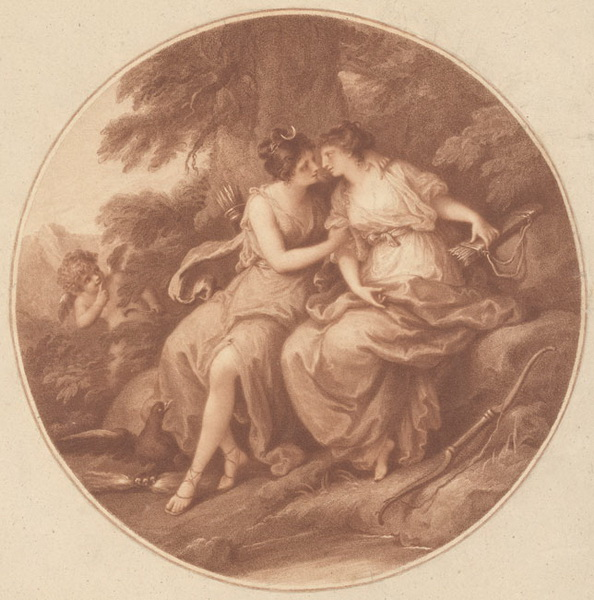
Diane et Callisto par Thomas Burke, 1782.
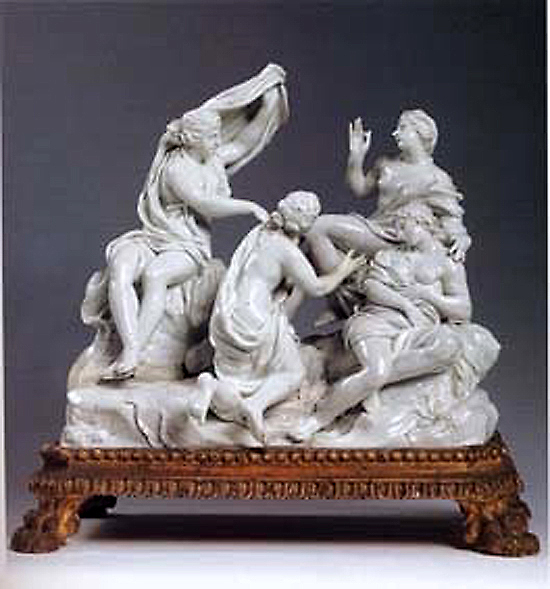
Diane et Callisto par Gaspero Bruschi, XVIIIe.